# Уч-Пучто
Уч-Пучто́ (рос. Уч-Пучто) — присілок в Кізнерському районі Удмуртії, Росія.
Населення становить 6 осіб (2010, 15 у 2002).
Національний склад (2002):
- росіяни — 60 %
- удмурти — 33 %

Урбаноніми:
- вулиці — Джерельна, Польова